# Lobophytum pygmapedium
Lobophytum pygmapedium is een zachte koraalsoort uit de familie Alcyoniidae. De koraalsoort komt uit het geslacht Lobophytum. Lobophytum pygmapedium werd in 1984 voor het eerst wetenschappelijk beschreven door Li. 